# Горний престол

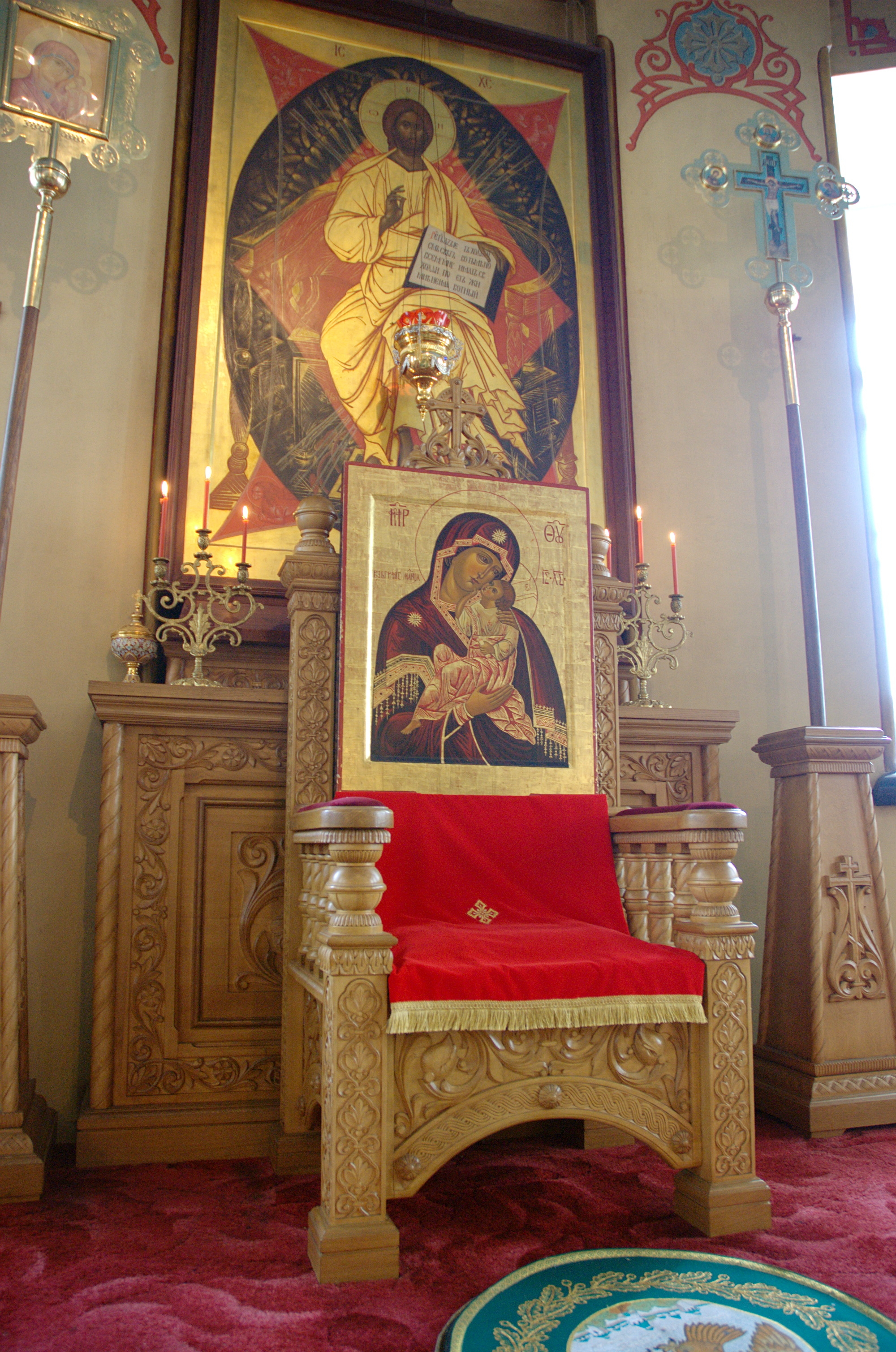
Горній престол нижнього храму Спасо-Преображенського собору Валаамського монастиря

Горний престол  - трон Горнього місця, асоціюється також з самим Горним місцем.

## Опис
Відповідно до Одкровенням Іоанна Богослова престоли - це трон, на якому сидять Господь Вседержитель (в центрі) і 24 старці біля Нього. Престол - це кріслов, влаштоване на узвишші, трон верховного правителя - царя, князя і т. п. Горний означає піднесений, гіршній, небесний, той що знаходиться на узвишші.
Ще на зорі християнства в підземних храмах на цьому місці влаштовувалася кафедра (крісло) єпископа. У центрі східної стіни вівтаря на Горному місці встановлюється або споруджується крісло, а ліворуч і праворуч від нього, півколом - сінтрон, або лави для духовенства.
На центральному кріслі сидить єпископ під час богослужінь, а по боках від нього розташовуються священики, що символізує сидить в центрі Христа Вседержителя і апостолів або старців-священиків, що з'явилися у видінні Іоанну Богослову.
На Горній престол, згідно з церковним уставом, сідати не можна нікому, крім архієрея і священиків.